# STS-51-G
STS-51-G var den artonde flygningen i det amerikanska rymdfärjeprogrammet och den femte i ordningen för rymdfärjan Discovery. Den sköts upp från Pad 39A vid Kennedy Space Center i Florida den 17 juni 1985. Efter drygt sju dagar i omloppsbana runt jorden återinträdde rymdfärjan i jordens atmosfär och landade vid Edwards Air Force Base i Kalifornien.

## Start och landning
Starten skedde klockan 07:33 (EDT) 17 juni 1985 från Pad 39A vid Kennedy Space Center i Florida.
Landningen skedde klockan 11:52 (PDT) 24 juni 1985 vid Edwards Air Force Base i Kalifornien.

## Uppdragets mål
Huvuduppgiften för detta uppdrag var att placera tre satelliter i omloppsbana: Arabsat 1-B (Arab Satellite Communications Organization, byggd av en internationell grupp ledd av franska Aerospatiale), Morelos 1 (från Mexiko) och Telstar 3-D (AT&T).